# ブグト碑文

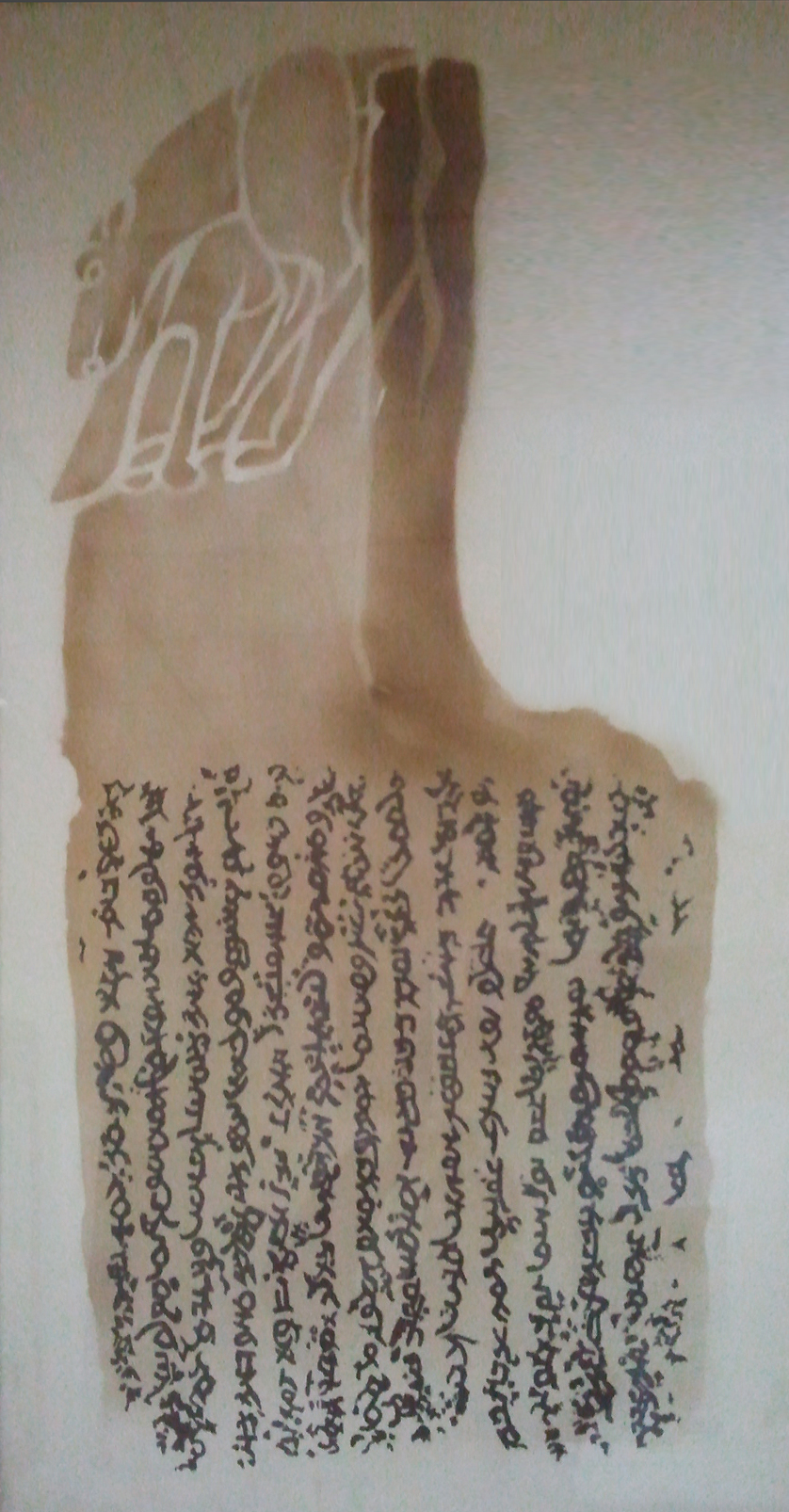
ブグト碑文のソグド語の部分の拓本

ブグト碑文（ブグトひぶん）は、突厥時代の碑文で、発見地のブグトからその名がつけられた。現在はモンゴル国アルハンガイ県ツェツェルレグ市の県立博物館の庭に置かれている。突厥時代の碑文としては最古のもので、第4代の他鉢可汗（タトパル・カガン、在位：572年 - 581年）の時代に建てられたものとされる。

## 発見
1956年、モンゴル人民共和国（当時）のアルハンガイ・アイマク内、ブグトの西方で、突厥時代の墳墓が発見されたが、その東南に建てられていたのが、いわゆるブグト碑文であった。

## 外観
碑文は地中に埋まっていたため保存状態は良好であるが、上半分は部分的に破損している。亀趺（きふ）の上に立ち、周囲四面に銘文が刻まれている。碑文上部にはオオカミのレリーフがある。亀趺を含む全体の高さは245cm、亀趺を除く碑石の高さは197cm、幅72cm、厚さ19.5cm、碑文面の高さは123cm。

## 銘文
ブグト碑文の四面には銘文が刻まれており、そのうち3面はソグド文字／ソグド語で、残る一面はブラーフミー文字／サンスクリット語で書かれている。これによって当時の突厥可汗国の公用語がソグド語であり、テュルク語は公用語でなかったことが判明した。初め、モンゴルの学者によってこのソグド語銘文はウイグル文字／テュルク語とされたが（1968年）、のちにソ連のクリャシュトルヌィ、リフシツらによってソグド文字／ソグド語であることが明らかにされた（1971年）。

## 内容

### 解読文の変更
永らくクリャシュトルヌイとリフシツらの調査と研究に基づいた解読文が知られてきたが、1997年の森安孝夫らによる再調査によって碑文内容に大きな改善が加えられた。ソグド語面の解読は吉田豊がおこなった。
大きな改善点としては、「新しい僧伽藍を建てよ(nwh snk' 'wst)」とされていた部分は「教法の石を立てること(nwm snk' 'wst)」であったこと。「βγβwmyn γ'γ'n」と読んで「ブミン・カガン（伊利可汗）」としていた部分は「wmn' x'γ'n」で「ウムナ・カガン（菴羅可汗）」であったこと。他鉢可汗の原音が「βγ't'sp'r γ'γ'n（バガ・タスパル・カガン）」ではなく「mγ't'tp'r x'γ'n（マガ・タトパル・カガン）」であったこと。「mγ'n tykyn（マカン・テギン）」と読んでいた部分は「mγ't'tp'r x'γ'n tk'y-nt（マガ・タトパル・カガンのテギンたち）」であったことなどである。

### 変更後の内容
ソグド語で刻まれている表3面には、マガ・タトパル・カガン（他鉢可汗）の即位と「教法の石」建立について書かれており、「マカン・テギンと称する突厥の王族の功績」ではない。「教法の石」とはこのブグト碑文のことであり、「教法」とは裏面にサンスクリット語で刻まれたであろう仏典（おそらく『十二因縁経』）を指すものと思われる。
また、「兎の年に王になった」とあるように、当時の突厥は十二支獣による紀年法を知っていたこと、他鉢可汗の原音がタトパル・カガン、木汗可汗の原音がムカン・カガン、爾伏可汗の原音がニワル・カガン、菴羅可汗の原音がウムナ・カガンであることも判明した。

## 建立時期
内容から察してブグト碑文の建立時期は、マガ・ウムナ・カガンすなわち第5代の菴羅可汗（在位：581年）の治世であると考えられる。

## 参考資料
- 三上次男・護雅夫・佐久間重男『人類文化史4 中国文明と内陸アジア』（講談社、1974年）
- 森安孝夫「モンゴル国現存遺蹟・碑文調査研究報告」、中央ユーラシア学研究会、1999年3月、ISBN 489281069X、NCID BA41430172。